# Fat Music Vol. II: Survival of the Fattest
Fat Music Volume 2: Survival of the Fattest è la seconda raccolta pubblicata dall'etichetta Fat Wreck Chords nel 1996.
In Brasile è stata pubblicata con il titolo Surf Attack dalla rivista surf Fluir.

## Tracce
1. California Dreaming - Hi-Standard
2. Justified Black Eye - No Use for a Name
3. Nick Northern - Snuff
4. Nation States - Propagandhi
5. Sleep - Lagwagon
6. Titty Twister - Diesel Boy
7. Mother Superior - Good Riddance
8. Libel - Tilt
9. Raum Der Zeit - Wizo
10. Rotten Apple - Strung Out
11. Vincent - NOFX
12. Run - Frenzal Rhomb
13. Wait for the Sun - Hi-Standard
14. Lamens Terms - Lagwagon
15. Talk Show - Bracket
16. Walk - Snuff
17. Country Roads - Me First and the Gimme Gimmes